# Majestic 12
Majestic-12, Operation Majestic Twelve (manchmal abgekürzt MJ-12 oder MJ-XII geschrieben oder auch Majic-12 genannt) bezeichnet eine ufologische Verschwörungstheorie.
Angeblich soll es sich um den Codenamen eines US-amerikanischen Geheimkomitees handeln, das 1947 nach dem Roswell-Zwischenfall durch eine Executive Order von Präsident Harry S. Truman gegründet wurde. Ziel soll eine Untersuchung der extraterrestrischen Raumfahrt gewesen sein, deren Ergebnisse gleichwohl vor der Öffentlichkeit vertuscht werden sollten.
1987 behaupteten die Ufologen Stanton T. Friedman und William Moore in den Besitz entsprechender Geheimdokumente aus dem Jahr 1952 gekommen zu sein. Dies löste eine intensive Debatte über deren Echtheit aus. Im Rahmen von bisher gestellten Freedom-of-Information-Act-Anfragen bei den National Archives konnten keine Aktenbestände aufgefunden werden, lediglich ein Memorandum von Robert Cutler an Nathan F. Twining vom 14. Juli 1954, dessen Authentizität aber in Frage gestellt wird.
Die Existenz dieses Geheimkomitees wird von der Regierung der Vereinigten Staaten verneint. Demnach handele es sich bei den Dokumenten, die die Existenz von Majestic-12 beweisen sollen, um „plumpe Fälschungen“. Das FBI untersuchte, wie eines der „Top Secret“-Dokumente an die Öffentlichkeit gelangen konnte. Die Untersuchung wurde jedoch abgeschlossen, als herauskam, dass das Dokument tatsächlich nie existierte. Die fraglichen Dokumente sind inzwischen nicht nur in zahlreicher Literatur abgedruckt, sondern auch im Internet zugänglich. Das FBI hat das Ergebnis der Untersuchung der Dokumente, die mit dem Komitee Majestic-12 in Verbindung stehen, auf seiner Website veröffentlicht. Ein Großteil der insgesamt 22 Seiten ist mit dem Hinweis „Schwindel“ (engl. bogus) markiert. Auch Philip J. Klass befasste sich mit den Dokumenten und bezweifelte ihre Echtheit.

## Einflüsse auf die Populärkultur
Diese Verschwörungstheorie hat zu weiten Teilen die Hauptmotive der TV-Serien Akte X und Dark Skies inspiriert. Des Weiteren taucht die Majestic-12-Verschwörung in bedeutender Weise im PC-Spiel Deus Ex und dessen Nachfolger Deus Ex: Invisible War auf. Majestic-12 wurde vom politischen Satiriker Christopher Buckley in seinem Roman Kleine Grüne Männchen parodiert. Bei Serial Experiments Lain wird auch auf Majestic 12 Bezug genommen.
In dem Lied Aliens exist von blink-182 lautet die letzte Zeile „Twelve Majestic lies“, womit die Band Bezug auf das angebliche Dokument nimmt.
Das Trip-Hop-Duo Majestic 12 benannte sich nach der Verschwörungstheorie.
In der Netflix-Serie The Umbrella Academy werden die Majestic-12 in der 2. Staffel ebenfalls erwähnt.